# Приз міжнародного конкурсу «Молодість — дітям»
Міжнародна конкурсна програма для підлітків «Molodist Teen Screen» (раніше — «Молодість — дітям») є однією з альтернативних конкурсних програм Київського міжнародного кінофестивалю «Молодість». Програма була започаткована 2013 року та розрахована на вікову категорію глядачів 10-14-ти років. Окрім конкурсу в рамках програми проводяться також позаконкурсні покази дитячих фільмів як українських, так і зарубіжних авторів.
Переможця конкурсної програми визначає спеціальне фестивальне журі, що складається з дітей віком 10–14 років, які проживають у Києві. До складу журі входять як українці, так і іноземці.
Фільм-переможець програми «Molodist Teen Screen» отримує Приз «Скіфський олень» за найкращий фільм та грошову винагороду у розмірі $2 500. Присуджують також спеціальні дипломи та відзнаки Міжнародного конкурсу «Molodist Teen Screen».

## Номінанти та переможці
Окремими кольорами виділено переможців програми та нагороджених спеціальними відзнаками та дипломами.

### 2013
| Українська назва            | Оригінальна назва                 | Режисер(и)                    | Країна виробництва     |
| --------------------------- | --------------------------------- | ----------------------------- | ---------------------- |
| Ракета                      | The Rocket                        | Кім Мордаунт                  | Австралія Лаос Таїланд |
| Мантера                     | Mantera                           | Альяр Алі Кутті, Міза Мохамед | Малайзія               |
| Люблю тебе, мамо            | Mammu, es Tevi milu               | Яаніс Нордс                   | Латвія                 |
| Іван Сила*                  | Іван Сила*                        | Віктор Андрієнко              | Україна                |
| Клара і таємниця ведмедів** | Clara und das Geheimnis der Bären | Тобіас Інайхен                | Швейцарія              |
| Літо з Антоном              | Un été avec Anton                 | Ясна Країновіч                | Бельгія                |
| Подорож до Різдвяної зірки  | Reisen til julestjernen           | Нільс Ґауп                    | Норвегія               |
| Вони повернуться            | Eles Voltam                       | Марселу Лурделлу              | Бразилія               |
| Троє малих                  | Twa Timoun                        | Джонас д'Адескі               | Бельгія                |

*Фільм відкриття програми. Спеціальний диплом «За найкраще режисерське рішення»

** Спеціальний диплом «За найкращу історію»

### 2014
| Українська назва           | Оригінальна назва             | Режисер(и)       | Країна виробництва     |
| -------------------------- | ----------------------------- | ---------------- | ---------------------- |
| Чорні брати                | Die schwarzen Brüder          | Ксав'є Коллер    | Німеччина Швейцарія    |
| Дурниці*                   | Quatsch und die Nasenbärbande | Файт Гелмер      | Німеччина              |
| Трубач                     | Трубач                        | Анатолій Матешко | Україна                |
| Тімур і команда            | Timur i komanda               | Наталья Галузо   | Білорусь Україна Росія |
| Менший брат                | Bauyr                         | Серік Апрімов    | Казахстан              |
| Справжні гравці не плачуть | Kule kidz gråter ikke         | Катаріна Лаунінґ | Норвегія               |

*Відзнака Міжнародного конкурсу «Молодість — дітям»

### 2015
| Українська назва               | Оригінальна назва         | Режисер(и)            | Країна виробництва |
| ------------------------------ | ------------------------- | --------------------- | ------------------ |
| Операція «Арктика»             | Operasjon Arktis          | Ґрете Бое-Вол         | Норвегія           |
| Хто вбив Нелсона Натмеґа?      | Who Killed Nelson Nutmeg? | Тім Клейґ, Денні Стак | Велика Британія    |
| Корона Аркуса *                | Die Krone von Arkus       | Франциска Польманн    | Німеччина          |
| Снігові пірати                 | Kar korsanlari            | Фарук Хачіхафізолу    | Туреччина          |
| Мікроб і бензин                | Microbe et Gasoil         | Мішель Ґондрі         | Франція            |
| Життя, яким його бачить Ніно** | Het leven volgens Nino    | Сімон фон Дюссельдорп | Нідерланди Бельгія |
| Дорослий хлопчик               | Aikuisten poika           | Юга Легтола           | Фінляндія          |

* Фільм відкриття програми

** Спеціальний диплом